# Granica jordańsko-izraelska
Granica jordańsko-izraelska to granica międzypaństwowa dzieląca terytoria Jordanii i Izraela o długości 238 kilometrów.
Początek granicy na północy znajduje się na styku granic Izraela, Syrii i Jordanii nad rzeką Jarmuk (Wzgórza Golan), następnie granica biegnie w kierunku południowym korytem rzeki Jordan, przez Morze Martwe, dolinę Wadi al-Araba do Zatoki Akaba.
Granica powstała w 1921 roku po wydzieleniu z Palestyny emiratu Transjordanii.
W 1950 roku do Jordanii, formalnie przyłączono arabską część Palestyny na zachodnim brzegu Jordanu (Cisjordania). 

Ta część Palestyny była od 1967 roku okupowana przez Izrael.
W 1988 roku król Husajn formalnie zrezygnował z nich na rzecz Palestyńczyków.
Ostatecznie granicę zatwierdził izraelsko-jordański układ pokojowy z 26 października 1994 roku.